# Куланго (язык)
Куланго — нигеро-конголезский язык в Кот-д’Ивуаре и приграничной зоне Ганы. Существует в виде двух сильно разошедшихся вариантов: бондуку (в департаменте Бондуку) и буна (в департаменте Буна). Общая численность носителей языка — 261 500 человек (SIL, 1993).